# Freedom of Worship
Freedom of Worship ou Freedom to Worship (em português: Liberdade de culto ou Liberdade religiosa) é a segunda das quatro liberdades, série de pinturas produzida pelo artista americano Norman Rockwell e baseada nas metas conhecidas como "Quatro Liberdades", enunciadas pelo trigésimo segundo presidente dos Estados Unidos, Franklin Delano Roosevelt, em seu Discurso sobre o Estado da União, proferido em 6 de janeiro de 1941.
A pintura, juntamente com o resto da série, tornou-se um sucesso popular e foi distribuída em forma de cartazes como parte de um esforço de guerra dos Estados Unidos durante a Segunda Guerra Mundial. Freedom of Worship apresenta várias pessoas orando em primeiro plano, representando judeus, protestantes, católicos e crentes de outras religiões em pé de igualdade, simbolizando a tolerância religiosa.
Freedom of Worship foi publicada na edição de 27 de fevereiro de 1943 do Saturday Evening Post, acompanhada por um ensaio do filósofo Will Durant. Atualmente, a pintura se encontra no Museu Norman Rockwell.

## Antecedentes
Freedom of Worship é a segunda de uma série de quatro pinturas a óleo de Norman Rockwell, intitulada Quatro Liberdades, inspirada no discurso homônimo do presidente Franklin Delano Roosevelt, entregue em 6 de janeiro de 1941 ao 77.º Congresso dos Estados Unidos. Das quatro metas propostas, apenas as liberdades de expressão e religiosa foram incluídas na Constituição dos Estados Unidos. O tema das Quatro Liberdades acabou sendo incorporado à Carta do Atlântico, tendo também se tornado parte da Carta das Nações Unidas.
A série foi impressa no The Saturday Evening Post, acompanhada por ensaios de escritores notáveis em quatro semanas consecutivas no início de 1943: Freedom of Speech (20 de fevereiro), Freedom of Worship (27 de fevereiro), Freedom from Want (6 de março) e Freedom from Fear (13 de março). Posteriormente, as pinturas foram amplamente distribuídas em formato de cartazes e tornaram-se fundamentais para os Estados Unidos na "Series E U.S. Savings Bonds". Para o ensaio de acompanhamento da pintura, o editor da publicação, Ben Hibbs, escolheu o historiador e filósofo Will Durant. Naquela época, Durant estava trabalhando em seu trabalho de dez volumes chamado The Story of Civilization, com co-autoria de sua esposa, Ariel. Eventualmente, a série de pinturas foi amplamente distribuída na forma de cartazes utilizados como propaganda para os laços de guerra do governo dos Estados Unidos.

## Descrição
"A segunda liberdade é para todas as pessoas, para adorar a Deus à sua própria maneira, em todos os lugares do mundo."

Franklin Delano Roosevelt; 6 de janeiro de 1941, Discurso sobre o Estado da União introduzindo o tema das Quatro Liberdades.
A pintura mostra oito pessoas de perfis em um modesto espaço. As várias figuras presentes representam pessoas de diferentes crenças num momento de oração. Em particular, três figuras na linha inferior (da direita para a esquerda): um homem utilizando um quipá carregando um livro religioso (judeu), uma mulher mais velha (protestante) e uma jovem segurando um rosário (representando a religião Católica).
A imagem é frequentemente melhorada e muitas vezes obscurecida em suas reproduções, pois utiliza uma combinação de cores formadas por tonalidades de cinzas suaves, bejes e marrons. A pintura foi aplicada em linhas finas, o que permite que o tecido contribua para dar volume à imagem. Tanto sua paleta de cores quanto seu esquema visual e uso da luz são classificados dentro de um movimento regionalista.
Em 1966, Rockwell utilizou características de Freedom of Worship para mostrar sua admiração por John F. Kennedy numa ilustração intitulada JFK's Bold Legacy publicada na revista Look. A obra retrata Kennedy em perfil, em uma composição semelhante à pintura, juntamente com os voluntários do Corpo da Paz.

## Produção

O projeto original de Freedom of Worship foi criado em uma barbearia

A versão original da pintura pretendia representar uma barbearia em que os clientes pertenciam a uma variedade de religiões e raças, todos esperando sua vez na cadeira de barbeiro. Seu primeiro projeto foi uma tela de 104 por 84 centímetros que representava a tolerância social como "a base da diversidade religiosa de uma democracia." Ela incluía um judeu que era atendido por um barbeiro protestante enquanto um homem negro e um padre católico esperavam o atendimento. O autor pretendia pintar representações facilmente reconhecíveis de diferentes religiões e raças, porque havia pouco consenso sobre qual característica identificaria a religião de determinada pessoa. No entanto, Rockwell considerou que poderia cair em um exagero ofensivo no momento de facilitar a identificação das personagens, principalmente com as personagens não-clericais: o homem judeu era um semita estereotipado, o cliente branco era uma pessoa elegante e de bom gosto, relegando
o homem negro que usava um vestuário de trabalhador agrário sujo e incapaz de expressar sua dignidade como deveria. O tema planejado era sobre a tolerância religiosa, então Rockwell sentiu que a composição original não representava tal ideia com sucesso.
Em junho de 1942, o editor de postagem, Ben Hibbs, voltou-se a apoiar os esboços das Quatro Liberdades de Rockwell, e deu o prazo de dois meses para que Rockwell concluisse as obras. Em outubro, o editor estava preocupado com o progresso das obras e enviou seu editor de arte para Arlington para avaliar.